# ハイドのアシュトン男爵
ハイドのアシュトン男爵（英: Baron Ashton of Hyde）はイギリスの男爵、貴族。連合王国貴族爵位。実業家トマス・アシュトンが1911年に叙されたことに始まる。
アシュトン家が男爵位以外に持つ爵位はない。

## 歴史

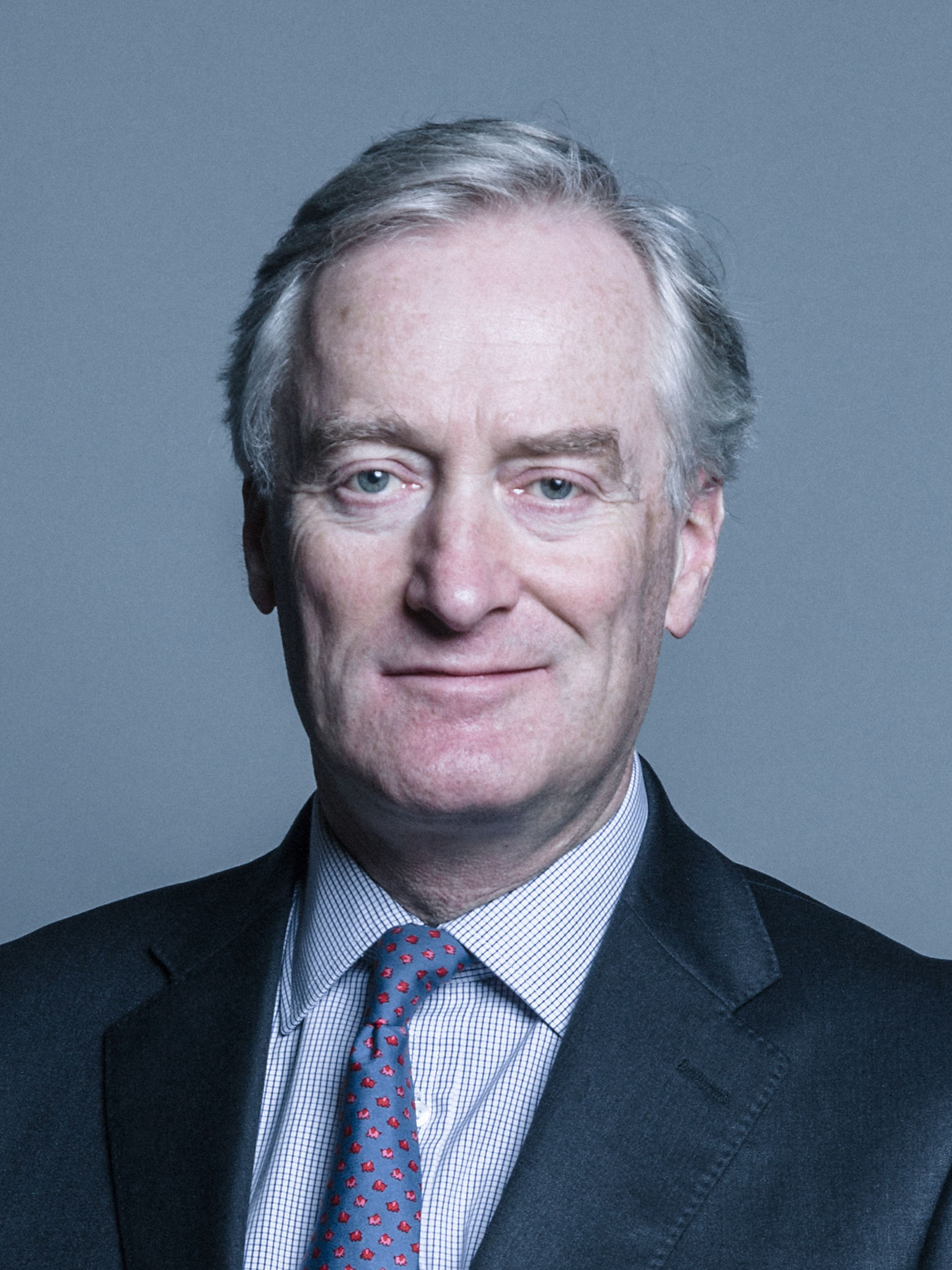
現当主である4代男爵。現職の儀仗衛士隊隊長。

アシュトン家は綿産業によって財を成した一族で、男爵家の祖トマス・アシュトン(1855-1933)も家業を継いで実業家として活動した。トマスはやがて政界に転じて、ハイド選挙区及びルータン選挙区選出の自由党所属庶民院議員を務めた。彼は1911年6月28日に連合王国貴族として「チェスター州ハイドたるハイドのアシュトン男爵(Baron Ashton of Hyde, of Hyde in the County of Chester)」に叙された。彼が没すると、爵位は存命の次男トマスが継いだ。以降は初代男爵の直系子孫によって現在まで存続している。
2代男爵トマス(1901-1983)はグロスターシャー副統監(Deputy Lieutenant of Gloucestershire)を務めた。
その孫にあたる4代男爵トマス・ヘンリー(1966-)は保守党の政治家で、2019年以降は現職の儀仗衛士隊隊長及び貴族院与党院内幹事(ボリス・ジョンソン内閣下)を務めている。彼は1999年貴族院法制定以降も引き続いて貴族院に籍を置く92人の世襲貴族の一人で、その彼がハイドのアシュトン男爵家現当主である。

爵位と一族にかかるモットーは、「信念と豪胆さとともに(Fide Et Virtute)」。

## ハイドのアシュトン男爵（1911年）
- 初代ハイドのアシュトン男爵トマス・ゲア・アシュトン（英語版） (1855–1933)
- 第2代ハイドのアシュトン男爵トマス・ヘンリー・レイモンド・アシュトン（英語版） (1901–1983)
- 第3代ハイドのアシュトン男爵トマス・ジョン・アシュトン（英語版） (1926–2008)
- 第4代ハイドのアシュトン男爵トマス・ヘンリー・アシュトン（英語版） (1958-)

爵位の推定相続人は、現当主の弟であるジョン・エドワード・アシュトン閣下（1966-）。
現在、彼には法定推定相続人も推定相続人もなく、彼以外に爵位を継承する資格を持つ者もいない。